# Star Trek: Der erste Kontakt
Star Trek: Der erste Kontakt (auch Star Trek VIII – Der erste Kontakt; Originaltitel Star Trek: First Contact) ist ein US-amerikanischer Science-Fiction-Film aus dem Jahr 1996. Er ist der achte im fiktiven Star-Trek-Universum spielende Kinofilm und der zweite, in dem die Raumschiffsbesatzung aus Raumschiff Enterprise – Das nächste Jahrhundert im Zentrum der Handlung steht. In dem Film folgt die Enterprise den kybernetischen Borg durch einen Zeitwirbel ins 21. Jahrhundert, um zu verhindern, dass diese die Erde assimilieren.
Die Geschichte, die sich auch auf Motive des Romans Moby-Dick von Herman Melville stützt, führt ein neues Enterprise-Raumschiff und mit der Borg-Königin eine Herrscherin über das Borg-Kollektiv in das Star-Trek-Universum ein. Für Jonathan Frakes, Darsteller des Ersten Offiziers Riker, war es das Debüt als Regisseur eines Kinofilms; dabei nutzte er populäre Action- und Science-Fiction-Filme als Vorbilder.
Mit einem weltweiten Einspielergebnis von etwa 150 Millionen US-Dollar, wovon circa 19 Millionen auf Deutschland entfallen, wurde der Film zu einem der kommerziell erfolgreichsten Star-Trek-Filme und – bei einem Budget von 45 Millionen US-Dollar – zu der für das Filmstudio Paramount profitabelsten der vier Leinwandadaptionen von Das nächste Jahrhundert. Kritiker lobten den Film vor allem mit Blick auf Tempo und Unterhaltsamkeit der Handlung, auf die Inszenierung und auf das Schauspiel der Hauptdarsteller Patrick Stewart und Alice Krige; manche Kritiker beanstandeten den Film als zu wenig auf die Charakterisierung der Hauptfiguren zentriert. Vor allem hinsichtlich des Vorgehens der Enterprise-Crew gegen die Borg wurde die Handlung als Abkehr von für Star Trek typischen Werten wie Toleranz gedeutet. Einige der Heimkino-Veröffentlichungen tragen auch die Nummer 8 beziehungsweise VIII, die der Film innerhalb der Star-Trek-Filmreihe einnimmt, im Titel.

## Handlung

### Vorgeschichte
Als Captain der U.S.S. Enterprise NCC 1701-D, des Flaggschiffes der von der Vereinigten Föderation der Planeten betriebenen Sternenflotte, wird Jean-Luc Picard Ende des Jahres 2366 von den Borg entführt und auf eines ihrer würfelförmigen Raumschiffe gebracht. Die Borg sind eine Spezies, bei deren Vertretern es sich um Hybridwesen aus Humanoiden und Maschinen ohne Individualität handelt und die ein Kollektivbewusstsein besitzen. Sie assimilieren die Vertreter anderer Spezies, gliedern sie in ihr Kollektiv ein und eignen sich deren Technologie und Wissen an. Nachdem Picard von den Borg assimiliert wurde, wird er zwar nach kurzer Zeit durch die Mannschaft der Enterprise befreit, behält jedoch die Erinnerungen an seine Zeit als Mitglied des Borg-Kollektivs (→ Das nächste Jahrhundert: In den Händen der Borg, Angriffsziel Erde).
Der Androide Data, Führungsoffizier auf der Enterprise, lässt sich 2371 einen Chip zum Erleben von Emotionen einsetzen – ein auch deaktivierbares Bauteil, durch das er seinem Ziel, menschlicher zu werden, wesentlich näher kommt.

### Filmhandlung
Im Jahr 2373 beginnen die Borg eine Invasion des Föderationsgebietes und ein Borg-Würfel nähert sich der Erde. Obwohl es sich bei der neu in Dienst gestellten U.S.S. Enterprise NCC-1701-E um das am weitesten entwickelte Raumschiff der Sternenflotte handelt, befindet sich dieses dem Befehl Admiral Hayes entsprechend auf Patrouille weitab der Front, da Hayes Captain Picard wegen seiner Assimilationserfahrung als zu unberechenbar beurteilt, um gegen die Borg zu kämpfen. Als Picard davon erfährt, dass einige Schiffe der Sternenflotte beim Kampf gegen den Borg-Würfel schwere Verluste erleiden, widersetzt er sich, vollständig unterstützt von seinen Stabsoffizieren, seinem Befehl. Am Kampfschauplatz in der Nähe der Erde angelangt, rettet die Enterprise-Crew Worf und die restliche Besatzung des schwer beschädigten Raumschiffs Defiant. Picard lässt die Sternenflottenraumschiffe auf bestimmte, ihm aus seiner Assimilationszeit bekannte Koordinaten des Borg-Würfels schießen. Kurz bevor der Würfel aufgrund des gezielten Beschusses explodiert, verlässt ihn ein kugelförmiges, kleineres Borg-Raumschiff, das wenig später einen Wirbel erzeugt, durch welchen es in die Vergangenheit reisen kann. Als die Brückenmannschaft plötzlich feststellt, dass die Erde nur noch von Borg bewohnt wird und dafür nur das in die Vergangenheit gereiste Borg-Raumschiff verantwortlich sein kann, folgt die Enterprise ihm in den Wirbel.
In der Vergangenheit angelangt, zerstört die Enterprise das auf eine Raketenbasis in Montana feuernde Borg-Raumschiff. Wie sich herausstellt, befindet sich die Enterprise nun im Jahr 2063 und es ist der 4. April, der Vortag des ersten Kontakts zwischen Menschen und Vulkaniern. Für die Führungsoffiziere steht nun außer Frage, dass die Borg den ersten Kontakt verhindern wollen. Die Crew der Enterprise will daher sicherstellen, dass dem Erdenbürger Zefram Cochrane dessen erster Flug mit einem Warp-Raumschiff gelingt, durch den der erste Kontakt zustande kommt.
In der Abschussrampe von Cochranes Raumschiff Phoenix, das bei dem Angriff der Borg beschädigt wurde, entdeckt ein Außenteam auf der Suche nach Cochrane dessen Assistentin Lily Sloane. Zur Behandlung ihrer Verletzungen wird sie von Dr. Beverly Crusher mit auf die Enterprise genommen. Nachdem sich auf der Enterprise Probleme mit dem Umweltkontrollsystem zeigen, erkennt Picard, dass sich die Borg kurz vor der Explosion ihres Mutterschiffes selbst auf die Enterprise transferiert haben müssen und nun dabei sind, das Raumschiff zu assimilieren. Data schafft es, den Hauptcomputer der Enterprise zu sperren und so die Borg daran zu hindern, ihn zu benutzen. Schon nach kurzer Zeit kontrollieren die Borg mehr als die Hälfte aller Decks. Während Picard, Data, Worf und andere bewaffnete Mannschaftsmitglieder daraufhin die Borg daran zu hindern versuchen, die Enterprise vollständig zu übernehmen, wird Data von den Borg entführt. Zudem begegnet Picard der ausgerissenen, ihm gegenüber zunächst skeptischen Lily, und kann ihr Vertrauen gewinnen.
Auf dem Holodeck gelingt es Picard, einige Borg in einen Hinterhalt zu locken und sich dadurch eines ihrer Neuroprozessoren bemächtigen. Aus diesem gewinnt er die Information, dass die Borg planen, unter Verwendung des Deflektorschildes der Enterprise, Verstärkung von den Borg des 21. Jahrhunderts herbeizurufen. Um dies zu verhindern, begeben sich Picard, Worf und Schiffsnavigator Lieutenant Hawk in Raumanzügen zu dem an der Außenseite des Raumschiffs angebrachten Deflektorschild, an dessen Sender die Borg noch Konfigurationsarbeiten vornehmen. Es gelingt ihnen, den Schild trotz des Widerstandes der Borg und der Assimilation Hawks abzusprengen und zu zerstören.
Zur Verwunderung Datas, der im Maschinenraum gefesselt ist, erscheint ein weibliches Borg-Individuum, das sich ihm als die Anführerin der Borg vorstellt, allerdings erst im Abspann als „Borg Queen“ (Deutsch: „Borg-Königin“) bezeichnet wird. Die Borg-Königin beabsichtigt, mit Datas Hilfe die Kontrolle über den Hauptcomputer der Enterprise zu erlangen, und bietet ihm zu diesem Zweck an, ihm bei der Erfüllung seines Traums, menschlicher zu werden, zu helfen. Dazu lässt sie ein Stück menschliche Haut auf Datas Endoskelett transplantieren und versetzt ihn so in die Lage, körperliche Empfindungen wahrzunehmen. Anschließend testet die Borg-Königin Datas Empfindungen in Bezug auf Sexualität und gibt ihm dazu einen Kuss auf den Mund, den Data erwidert.
Auf dem Gelände der Raketenbasis erklären unterdessen Riker, Troi und La Forge Cochrane die Situation und versuchen, ihn davon zu überzeugen, seinen Warp-Flug am nächsten Tag wie geplant durchzuführen, damit der erste Kontakt zustande kommen kann. Gemeinsam gelingt ihnen anschließend die Reparatur der Phoenix.
Die Borg assimilieren die Enterprise weiterhin, sodass Worf und andere Brückenoffiziere von Picard fordern, die Selbstzerstörung der Enterprise einzuleiten und somit die auf ihr befindlichen Borg zu vernichten. Zu ihrem Unmut lehnt Picard die Forderung ab, weil er keine weitere Enterprise opfern will. Eine Erklärung für das Vermeiden der Selbstzerstörung fordernd, vergleicht Lily Picards Verhalten mit dem von Kapitän Ahab aus dem Roman Moby-Dick und überzeugt ihn so davon, dass sein Urteilsvermögen durch seine Racheabsichten gegen die Borg getrübt ist. Dadurch stimmt Picard dem Einleiten der Selbstzerstörungssequenz zu und veranlasst die Evakuierung der Crew auf die Erdoberfläche.
Während Cochrane, begleitet von Riker und La Forge, mit der Phoenix von der Erde startet, begibt sich Picard in den Maschinenraum, um Data zu befreien. Dort erinnert er sich, der Borg-Königin während seiner einstigen Assimilation begegnet zu sein, und bietet sich ihr als Gegenleistung für Datas Freiheit an. Data, dessen Gesicht mittlerweile ebenfalls teilweise aus menschlicher Haut besteht und der sich emotionaler als zuvor verhält, scheint mit den Borg zu kooperieren. Er deaktiviert die Selbstzerstörungssequenz und übergibt den Borg die Kontrolle über den Hauptcomputer. Auf Befehl der Borg-Königin feuert Data nun auf die Phoenix, doch die Torpedos verfehlen ihr Ziel, wodurch offensichtlich wird, dass Data die Borg-Königin getäuscht hat. Er zerstört einen Tank mit organische Materialien zersetzendem Plasmakühlmittel. Dieses strömt aus und konzentriert sich am Boden. Um sich vor dem Kühlmittel in Sicherheit zu bringen, klettert Picard an herabhängenden Schläuchen empor; dabei klammert sich die Borg-Königin, ebenfalls Rettung suchend, an ihm fest. Data gelingt es, die Borg-Königin nach unten zu ziehen, woraufhin beide in das Kühlmittel stürzen. Nachdem das Kühlmittel abgesaugt ist, zerstört Picard den übrig gebliebenen, anorganischen Teil der Borg-Königin.
Durch Cochranes Warp-Flug auf das Potential der Menschheit aufmerksam geworden, landen die Vulkanier mit einem Schiff bei der Raketenbasis und stellen somit den ersten Kontakt her – ohne aber die Enterprise bemerkt zu haben. Während Cochrane die Neuankömmlinge in einem Restaurant zu unterhalten versucht, kehrt die Enterprise in das 24. Jahrhundert zurück.

## Entstehungsgeschichte

### Projektierung und Drehbuchentwurf

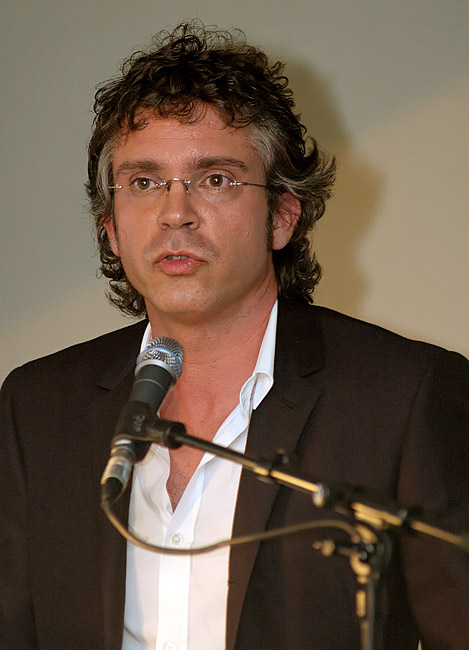
Drehbuchautor Brannon Braga

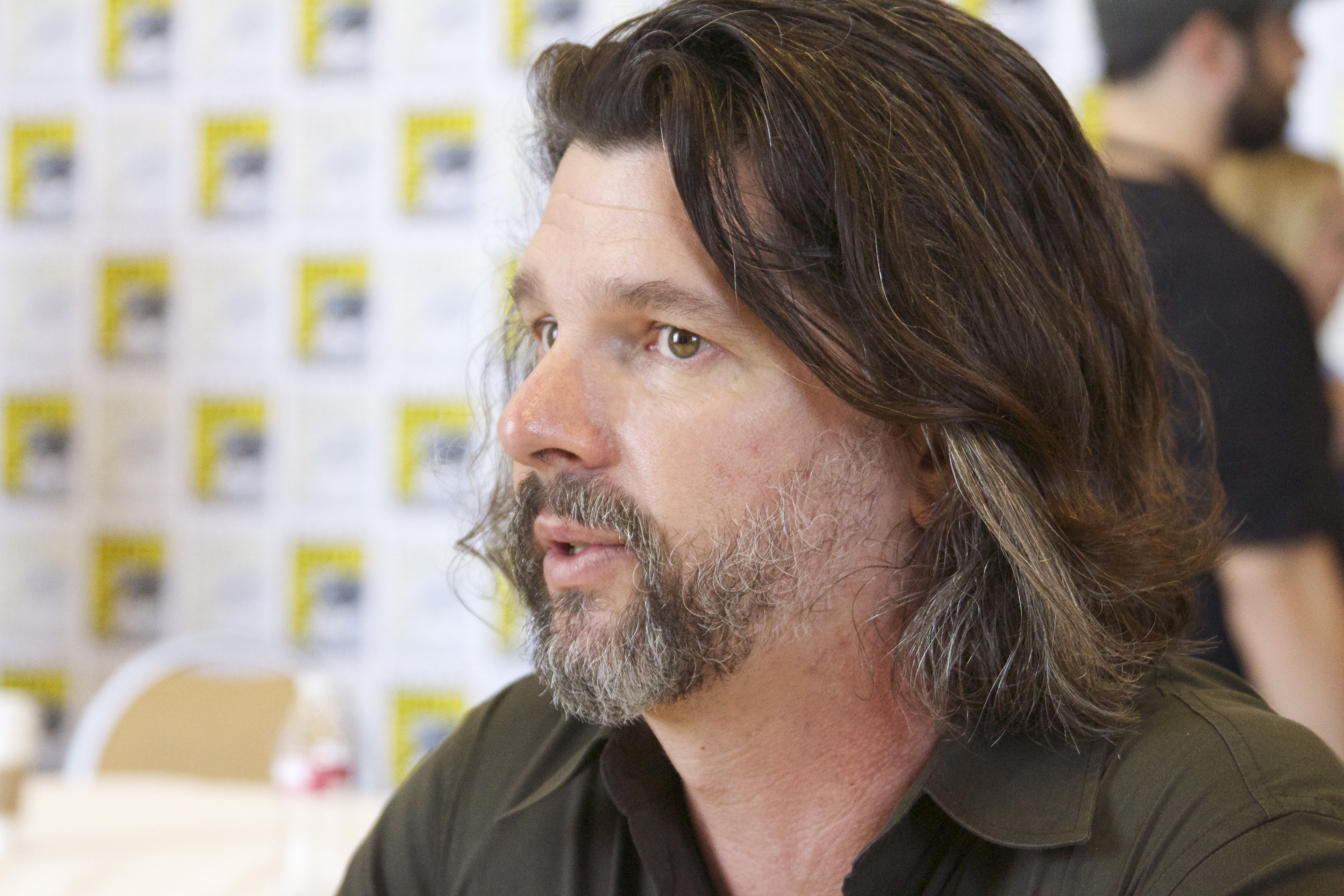
Drehbuchautor Ronald D. Moore

Rick Berman, der bei Paramount für Star Trek Hauptverantwortliche, beauftragte Anfang des Jahres 1995 Brannon Braga und Ronald D. Moore mit dem Entwickeln eines Drehbuchs für einen neuen Star-Trek-Film. Die beiden hatten bereits das Drehbuch für den Ende 1994 erschienenen Vorgängerfilm Treffen der Generationen verfasst. Sie entwickelten das Drehbuch basierend auf ihrer eigenen Idee, die eine Borg-zentrierte Geschichte vorsah, und der von Berman, der eine Geschichte über das Zeitreisen favorisierte. Ehe sie sich für das 21. Jahrhundert als Haupthandlungszeit entschieden, legten sie den Fokus auch auf andere Epochen, zum Beispiel auf das Zeitalter der Renaissance, und entschieden sich gegen diese Zeiträume, weil sie in den meisten Fällen bereits in früheren Star-Trek-Produktionen thematisiert worden waren. Die Vorbereitungen für die Produktion des Filmes dauerten etwa ein Jahr. Führungskräfte von Paramount kritisierten die Borg in frühen Drehbuchentwürfen als – wie der Buchautor Robb es formulierte – „wenig mehr als Weltraumzombies“. Aus diesem Grund wurde die Entscheidung getroffen, als Repräsentationsfigur eine Borg-Königin einzuführen.
Einen vom Kirk-Darsteller William Shatner bei Paramount eingereichten Drehbuchentwurf, der eine Wiederbelebung seiner Figur durch die Borg vorsah, lehnten Berman, Braga und Moore ab; dafür entstand basierend auf dem Manuskript der 1997 erstveröffentlichte Roman The Return (Die Rückkehr). Den ursprünglich vorgesehenen Originaltitel Star Trek: Resurrection für den Film gab man wieder auf, nachdem der Originaltitel Alien: Resurrection des vierten Alien-Films Alien – Die Wiedergeburt bekannt geworden war. Ein zwischenzeitlicher Entwicklungsstand des Drehbuchs sah vor, die von Picard und der Figur Lily handelnde Geschichte auf der Erde anzusiedeln und beide eine Romanze führen zu lassen, während Riker und Worf auf der Enterprise gegen die Borg kämpfen. Dagegen erhob Picard-Darsteller Patrick Stewart, der die Liebesgeschichte als unglaubwürdig beurteilte, allerdings Einspruch. Es entstand auch der Konsens, dass es falsch wäre, Picard aufgrund seiner persönlichen Erfahrungen nicht mit den Borg zu konfrontieren. Den Entwurf änderte man deshalb in die letztlich zur Filmreife geführte Drehbuchvariante. Braga und Moore stimmten das Drehbuch in hohem Umfang auch mit Data-Darsteller Brent Spiner ab und berücksichtigten überdies die Meinungen der anderen, für den Film ausgesuchten Schauspieler. Weitere, verworfene Titel für den Film waren unter anderem Star Trek – Generations 2, Star Trek: Borg und Star Trek: Regeneration.

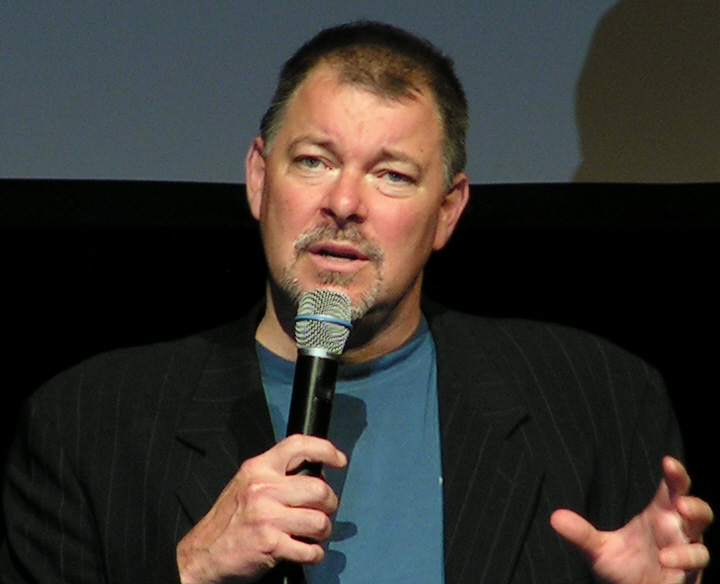
Regisseur und Riker-Darsteller Jonathan Frakes

Da unter anderem David Carson, der Regisseur des siebten Star-Trek-Kinofilms, terminbedingt nicht zur Verfügung stand, fiel die Entscheidung auf Jonathan Frakes als Regisseur. Auch von Stewart befürwortet, entschied sich Berman für Frakes aufgrund dessen verhältnismäßig großer Erfahrung mit Star Trek, die er neben seiner Hauptrolle in Das nächste Jahrhundert auch als Regisseur einiger Episoden sowohl dieser Serie als auch von Deep Space Nine und Raumschiff Voyager gesammelt hatte. Kritiker vermuteten als Motivation für die Entscheidung auch Frakes’, als Regie-Debütant eines Kinofilms, verhältnismäßig geringe Gage. Scherzhaft nannte Frakes als Grund für die Entscheidung die Nichtverfügbarkeit von Ridley Scott und John McTiernan.

### Besetzung und deutsche Synchronfassung
Mitte des Jahres 1995 teilte Stewart dem Studio Paramount mit, dass er für einen weiteren Star-Trek-Film nicht zur Verfügung stehe. Zur gleichen Zeit verdichtete sich das Gerücht, Joel Schumacher wolle Stewart in dem Film Batman & Robin besetzen, bis in die Zeitschrift Variety. Aus Furcht davor, Stewart im Falle eines kommerziellen Erfolges des Batman-Filmes aufgrund gestiegener Gagenforderung nicht mehr für die Rolle des Picard zu gewinnen, unterbreitete das Studio ihm ein Angebot, das ein Honorar von 5 Millionen US-Dollar und ein Mitspracherecht an der Gestaltung des Drehbuches beinhaltete, welches Stewart akzeptierte.
Auch für Picards sechs Stabsoffiziere konnten erneut die Darsteller verpflichtet werden, die diese Rollen bereits in der Fernsehserie und in Treffen der Generationen gespielt hatten. Die Rolle der Lily Sloane wurde auf Stewarts Wunsch hin mit einer schwarzen Schauspielerin besetzt. Damit beabsichtigte er, dem Film die Aussage zu verleihen, dass Rassismus weder in der Zukunft noch in der Gegenwart akzeptabel sei. Stewart bereitete sich auf seine Rolle mit einem professionell angeleiteten, zwölfwöchigen Fitnesstraining vor. Obwohl Frakes sagte, dass die Figuren Zefram Cochrane, Lily Sloane und der Borg-Königin mit der ersten Wahl an Schauspielern besetzt worden seien, war für die Rolle des Cochrane ursprünglich Tom Hanks vorgesehen, der aber terminbedingt absagte. Die Rolle des Cochrane, die in der Raumschiff-Enterprise-Episode Metamorphose durch Glenn Corbett († 1993) verkörpert worden war, erhielt James Cromwell, der in Das nächste Jahrhundert und Deep Space Nine bereits in drei anderen Gastrollen mitgewirkt hatte. In Star Trek Enterprise spielte Cromwell später nochmals die Rolle des Cochrane, allerdings in einem Spiegel-Universum, wo der erste Kontakt mit den Vulkaniern anders verläuft.
Die deutsche Synchronfassung erstellte, wie schon beim Vorgängerfilm, das Synchronstudio Berliner Synchron. Dialogbuchautor und -regisseur war Lutz Riedel. In der Fernsehserie und im siebten Star-Trek-Film waren die Figur Riker durch Detlef Bierstedt und die Figur La Forge durch Charles Rettinghaus synchronisiert worden. Die Forderungen beider Synchronsprecher an das Synchronstudio, ihre Gage zwecks Beteiligung an den Einnahmen für Hörspiele, die unter anderem mit ihren Stimmen erstellt worden waren, zu vervielfachen, wollten weder das Synchronstudio noch Paramount bezahlen. Daher wurden die deutschen Stimmen beider Figuren mit den Synchronsprechern Tom Vogt beziehungsweise Bernd Vollbrecht neu besetzt.
In der Szene, in der ein weibliches Besatzungsmitglied im Maschinenraum von den Borg assimiliert wird und dabei in die Kamera schreit, hört man in der ursprünglichen deutschen Synchronfassung keinen Schrei. Dies korrigierte man für die DVD-Veröffentlichung, in der an dieser Stelle der englische Originalton zu hören ist.
| Rollenname                           | Darsteller      | Deutsche Synchronstimme |
| ------------------------------------ | --------------- | ----------------------- |
| Captain Jean-Luc Picard              | Patrick Stewart | Rolf Schult             |
| Commander William Riker              | Jonathan Frakes | Tom Vogt                |
| Lieutenant Commander Geordi La Forge | LeVar Burton    | Bernd Vollbrecht        |
| Lieutenant Commander Data            | Brent Spiner    | Michael Pan             |
| Lieutenant Commander Worf            | Michael Dorn    | Raimund Krone           |
| Counselor Deanna Troi                | Marina Sirtis   | Eva Kryll               |
| Dr. Beverly Crusher                  | Gates McFadden  | Rita Engelmann          |
| Dr. Zefram Cochrane                  | James Cromwell  | Jochen Schröder         |
| Lily Sloane                          | Alfre Woodard   | Sabine Jaeger           |
| Borg-Königin                         | Alice Krige     | Traudel Haas            |
| Lieutenant Reginald Barclay          | Dwight Schultz  | David Nathan            |
| Hayes                                | Jack Shearer    | Imo Heite               |
| Ensign Daniels                       | Michael Horton  | Jonas Ziegler           |
| Paul Porter                          | Eric Steinberg  | Andreas Hosang          |
| Lieutenant Hawk                      | Neal McDonough  | Asad Schwarz            |
| Med.-holograf. Notfallprogramm       | Robert Picardo  | Stefan Staudinger       |
| Nicky die Nase                       | Don Stark       | Frank Hildebrandt       |
| Alyssa Ogawa                         | Patti Yasutake  | Beate Pfeiffer          |

Einige Hauptdarsteller
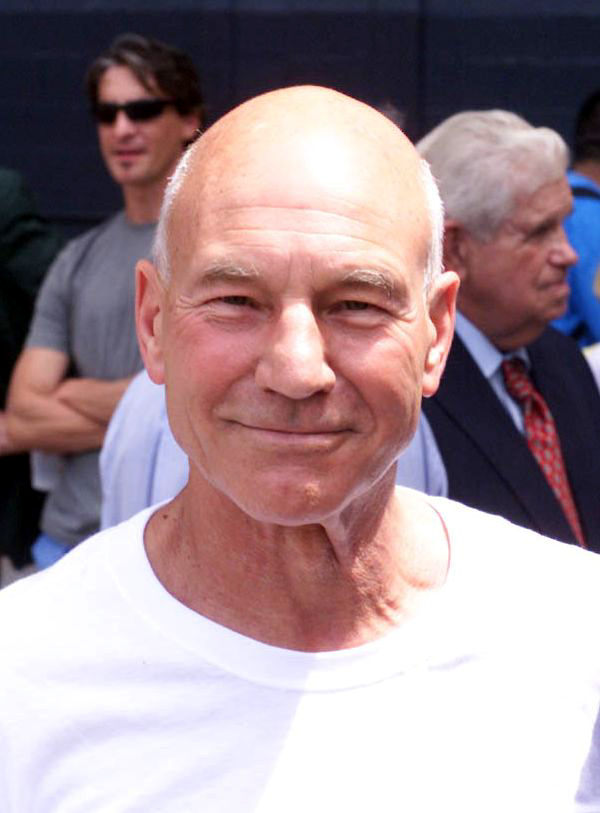
Picard-Darsteller Patrick Stewart
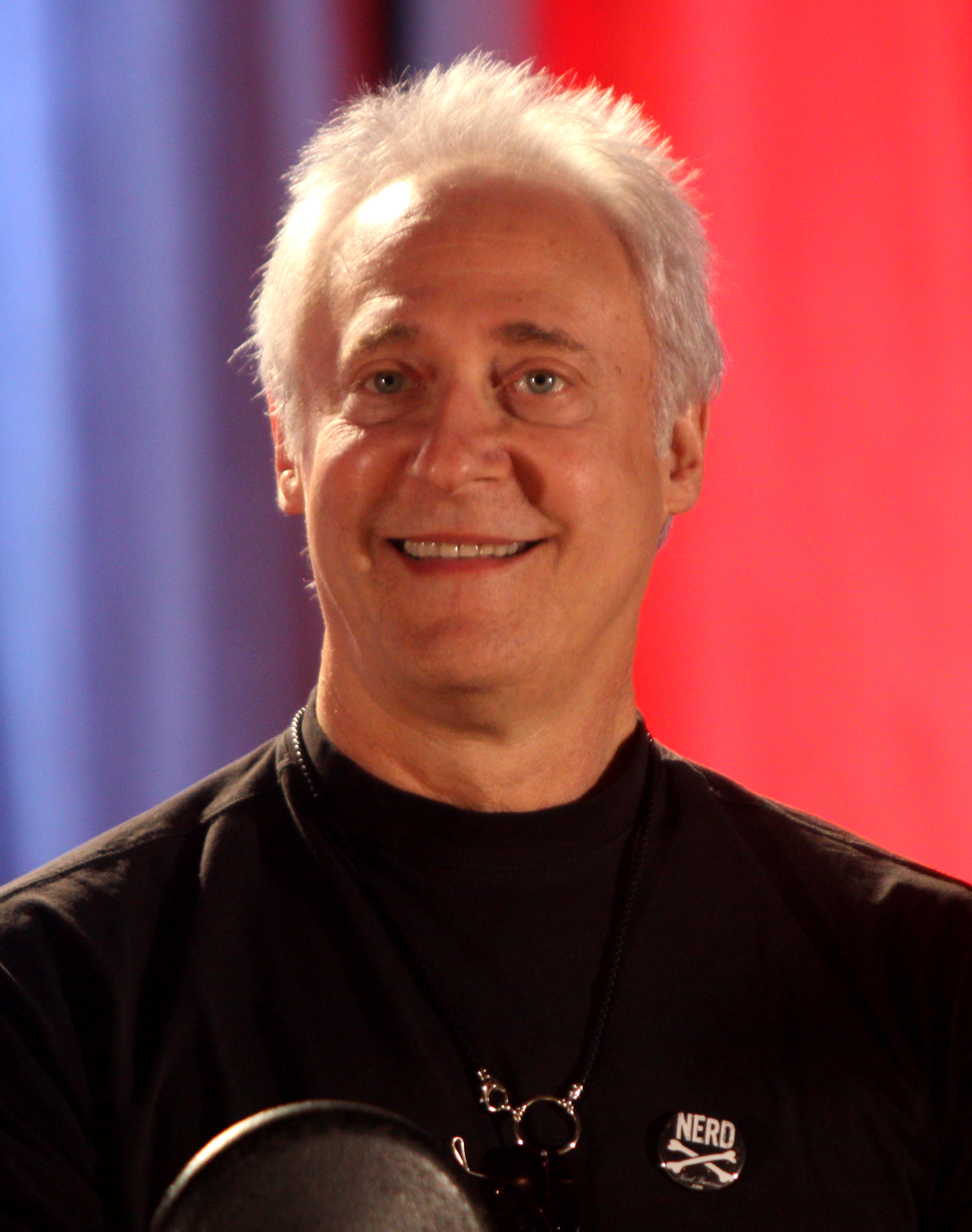
Data-Darsteller Brent Spiner
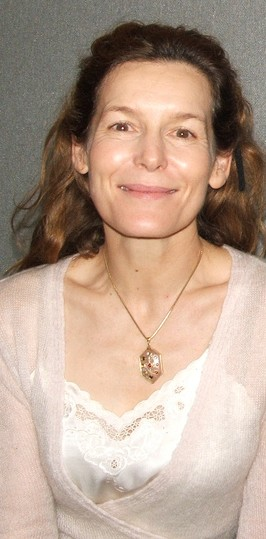
Alice Krige, Darstellerin der Borg-Königin
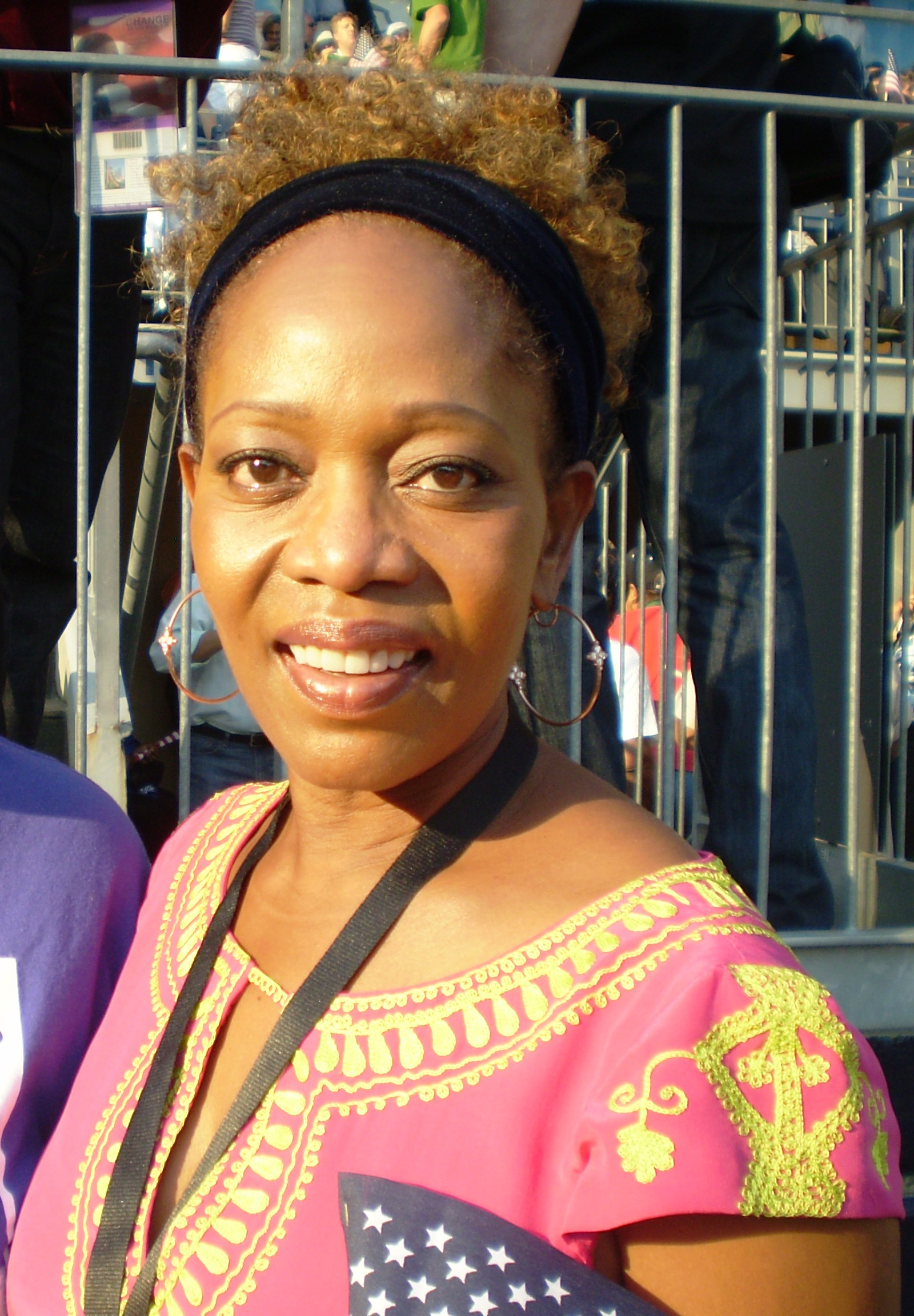
Sloane-Darstellerin Alfre Woodard
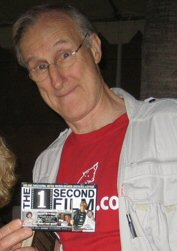
Cochrane-Darsteller James Cromwell

### Szenenbild

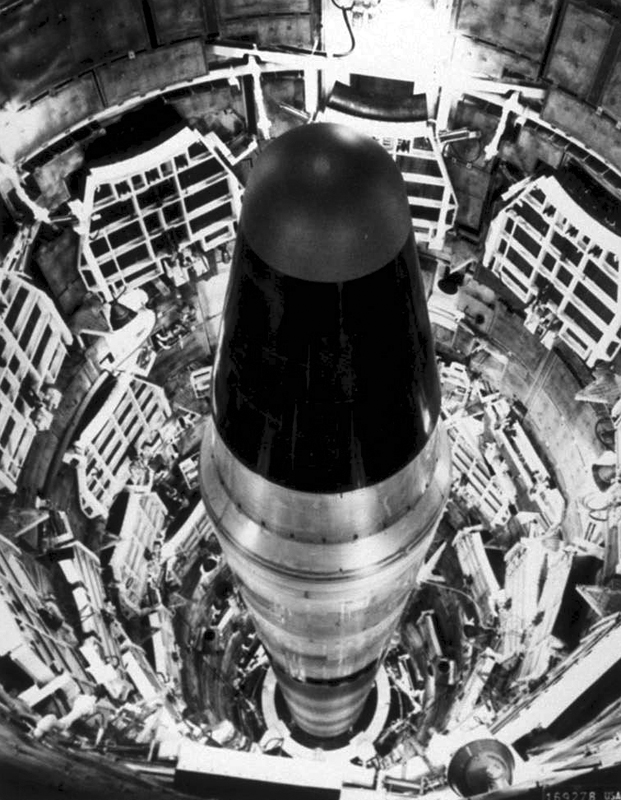
Eine Titan-II-Interkontinentalrakete (hier mit Nuklearsprengkopf) in einem Raketensilo

Für das Szenenbild war der in diesem Bereich langjährig Star-Trek-erfahrene Herman F. Zimmerman verantwortlich. Die Modellierung aller Außen- und Innensets beanspruchte etwa ein Jahr. Unter anderem die etwa 60 an den Wänden der ebenfalls neu gestalteten Schiffsbrücke angebrachten Bildschirme dienten zum Suggerieren technischen Fortschrittes gegenüber den Vorgängerraumschiffen. Beim Set für die Krankenstation handelt es sich um das für Raumschiff Voyager verwendete, die Beobachtungslounge übernahm man von der Enterprise-D und überarbeitete sie. Als Set für die Abschussrampe von Cochranes Warp-Raumschiff Phoenix verwendete man ein im Titan Missile Museum in Green Valley (Arizona) befindliches Raketensilo. Anstelle des Nuklearsprengkopfes der darin aufbewahrten, etwa 33 Meter langen Titan-II-Interkontinentalrakete wurde zum Schaffen des Raumschiffs Phoenix eine eigens angefertigte Cockpit-Attrappe befestigt, die Zimmerman als ähnlich dem Cockpit einer Boeing 747 beschrieb.

### Kostüme und Masken
Das Drehbuch sah etwa 800 verschiedene Kostüme vor. Frakes engagierte Deborah Everton als Kostümbildnerin, weil er ihre Erfahrung mit der Gestaltung der Kostüme für Science-Fiction-Filme schätzte, zu denen auch Abyss – Abgrund des Todes gehört. Für die Kostümgestaltung der im 21. Jahrhundert lebenden Menschen und der als solche verkleideten Enterprise-Besatzungsmitglieder orientierte sich Everton an den Werken von Charles Dickens. Das Kostüm der Borg-Königin fertigte man als Einteiler.
Nachdem erst in Treffen der Generationen die zuvor in Deep Space Nine eingeführte Gestaltung der Sternenflottenuniformen übernommen worden war, führte man in Der erste Kontakt abermals neu gestaltete Uniformen für die Sternenflottenmitglieder ein. Als einen möglichen Grund dafür nannte die Zeitschrift Moviestar die Förderung des Merchandisings.
Maskenbildner war der Oscar-Preisträger Michael Westmore, seit dem Produktionsbeginn von Das nächste Jahrhundert in dieser Funktion für die Star-Trek-Fernsehserien tätig. Inspirationsquelle Zimmermans und Westmores für die Neugestaltung der Borg waren auch die Werke des Alien-Erschaffers HR Giger. Neu gegenüber der Darstellung der Borg in der Fernsehserie waren vor allem die nunmehr vollständig sichtbaren Schädel und die vernarbt wirkende und feucht-glänzende Haut.

### Dreharbeiten
Die Dreharbeiten begannen am 8. April 1996. Die ersten drei Wochen dienten den Außenaufnahmen. Man begann mit dem Dreh in dem Raketensilo in Arizona, in dem sich dazu trotz der Enge zeitweise über 100 Stabsmitglieder und Schauspieler aufhielten. Die auf der Erde des 21. Jahrhunderts spielenden Außenszenen drehte man im Angeles National Forest nahe Los Angeles. In der Union Station der Stadt nahm man die Szenen auf, die in einem im Film holografisch erzeugten Nachtclub der 1940er Jahre spielen. Dabei kamen 150 Statisten, 25 Stuntmen und ein 18-köpfiges Tanzorchester zum Einsatz. Während der neun Wochen, die auf die Außenaufnahmen folgten, drehte man ausschließlich in den Paramount-Studios in Los Angeles. Das Anlegen des Kostüms der Borg-Königin an die Darstellerin Alice Krige benötigte pro betreffendem Drehtag zwischen fünf und sieben Stunden. Zur Simulation der Schwerelosigkeit bei der über der Deflektorschüssel stattfindenden Kampfszene wurden die Darsteller mit Seilen an einem Kran befestigt.
Matthew F. Leonetti wurde von Frakes aufgrund seiner Leistungen für die Filme Poltergeist, Und wieder 48 Stunden und Strange Days als Kameramann ausgewählt. Ein wesentlicher Teil seiner Arbeit an dem Film war die Schaffung eines speziellen Beleuchtungsschemas für die Innenräume der Enterprise, sowohl während des Normalbetriebs des Schiffes als auch in Situationen, in denen roter Alarm besteht und Notstrom erforderlich ist. Um die Kontrolle der Enterprise durch die Borg visuell zu betonen, beleuchtete man die Korridore des Schiffs mit in Bodennähe angebrachten Lichtquellen. Um während niedriger Kameraführung die Befestigungselemente der Korridordecken zu verbergen, verwendete man statt regulärer Beleuchtung unter anderem fluoreszierende Stoffe und mit Aluminiumfolie versehene Lampen. Bei den Dreharbeiten setzte Leonetti die Steadicam überaus häufig ein.
Nach Testvorführungen ließ Rick Berman einige Szenen neu drehen.

### Spezial- und visuelle Effekte
Als Grundlage für die Spezialeffekte, die man teils mit Motion-Control-Fotografie und teils mit Computer Generated Imagery realisierte, schuf man zunächst mehrere Raumschiffmodelle. Für die Modellierung des neuen Enterprise-Raumschiffes waren die Illustratoren John Eaves und Rick Sternbach zuständig. Eaves entwarf das Raumschiff basierend auf einer Kombination von Eigenschaften der vorherigen Enterprise-Raumschiffe. Es ist im Vergleich zur Enterprise-D stromlinienförmiger, mit 600 Metern zwar länger, besitzt aber mit 24 Decks 18 Decks weniger. Sternbach schuf zunächst eine etwa 60 Zentimeter lange Attrappe, die als Grundlage für ein über mehr als fünf Monate hinweg gefertigtes, etwa drei Meter langes Miniaturmodell diente. Dieses kam auch in den beiden folgenden Star-Trek-Kinofilmen zum Einsatz und wurde 2006 im Londoner Auktionshaus Christie’s für 120.000 US-Dollar versteigert. Für die Weltraumschlacht zu Beginn des Filmes wurden Computermodelle von vier neuen Raumschiffsklassen der Sternenflotte geschaffen.
Das Design des Borg-Würfels verfeinerte man gegenüber dem in der Fernsehserie gezeigten Würfel. Bei der Gestaltung des im Film auch Sphäre (engl. sphere ‚Kugel‘) genannten, kugelförmigen Borg-Raumschiffes versuchte man, Ähnlichkeiten mit dem Todesstern aus Star Wars zu vermeiden.
Für den Film entstanden mehr als 222 Spezialaufnahmen. Unter der Leitung von John Knoll wurden 135 davon durch Industrial Light & Magic (ILM) angefertigt; mit den restlichen Aufnahmen waren durch Paramount vier Unternehmen im Raum Los Angeles beauftragt worden. Für die Erstellung der Effekte setzte ILM auch eine hauseigene, neu entwickelte Software für das Erschaffen von Partikelsystemen ein. Zum Generieren der Effekte beim Starten der Phoenix verwendete ILM Designs aus dem Film Twister wieder. Zum Beispiel übernahm man die Gestaltung der Schatten des Wirbelsturms für die von der Rakete verursachte Rauchwolke.
Die am Filmbeginn gezeigte Einstellung, in der sich die Kamera von Picards Iris entfernt, wurde mit einem Dolly-Zoom realisiert. Dabei führte man die Kamera auf einem etwa 40 Meter langen Gleis. Die Einstellung wurde in drei separaten Teilen gefilmt, die anschließend digital kombiniert wurden. Die Sequenz, in der die Enterprise-E vor einem Weltraumnebel, der dem vom Hubble-Weltraumteleskop fotografierten Adlernebel ähnelt, erstmals im Film in Erscheinung tritt, besteht aus drei Einstellungen, von denen allein eine mehr als 600 CGI-Einzelbilder umfasst.
Als wissenschaftlicher Berater kam der bereits seit 1993 für die Star-Trek-Fernsehserien in dieser Funktion tätige André Bormanis zum Einsatz. Zum Beispiel sorgte er dafür, dass sich die Enterprise, wie sie Cochrane von der Erde aus durch ein Teleskop betrachtet, in einer geosynchronen Umlaufbahn befindet.

### Vertonung
Für die Komposition der Filmmusik engagierte man den Oscar-Preisträger Jerry Goldsmith, der bereits die Musik für die Teile 1 und 5 der Star-Trek-Filmreihe komponiert hatte. Um die Arbeit innerhalb der drei Wochen zu schaffen, die er dafür zur Verfügung hatte, holte er sich die Hilfe seines Sohnes Joel Goldsmith. Insgesamt 72 Minuten des komponierten Materials wurden letztlich zur Vertonung des Filmes genutzt. 22 Minuten davon stammen von Joel Goldsmith; dabei handelt es sich hauptsächlich um Musik, die der Charakterisierung der Borg dient.

### Schnitt
Für den Schnitt zuständig war John W. Wheeler. In einer der zur Begrenzung der Filmlänge aus der finalen Schnittfassung entfernten Szenen ist Cochrane, der, vor der Enterprise-Crew ausgerissen, auf einen Felsvorsprung gelangt und damit droht, in den Abgrund zu springen. Als Trois Versuche scheitern, ihn davon abzuhalten, stößt sie ihn – wohlwissend, dass er auf einem von La Forge unterdessen aufgebauten Kraftfeld landet – von der Klippe.

## Veröffentlichung und kommerzieller Erfolg

### Kinovorführungen
| Nation                 | Eintritte (Tausend) |
| ---------------------- | ------------------- |
| Vereinigte Staaten     | 20.745              |
| Deutschland            | 2.416               |
| Österreich             | 198                 |
| Schweiz                | 85                  |
| Vereinigtes Königreich | 2.418               |
| Spanien                | 170                 |
| Niederlande            | 169                 |
| Italien                | 161                 |
| Frankreich             | 156                 |
| Belgien                | 81                  |
| Finnland               | 54                  |
| Schweden               | 37                  |
| Dänemark               | 34                  |
| Portugal               | min. 27             |
| Tschechien             | 26                  |
| Ungarn                 | 19                  |

Der Film hatte seine Weltpremiere am 18. November 1996 im TCL Chinese Theatre von Hollywood. Dem Wunsch der Paramount-Führung entsprechend, kam der Film in den Vereinigten Staaten zeitlich passend zum 30-jährigen Star-Trek-Jubiläum in die Kinos. Er startete am 22. November 1996 mit 2812 Kopien. Im Beisein des britischen Prinzen Charles fand am Zehnten des Folgemonats die Premiere im Vereinigten Königreich statt, deren Einnahmen Charles’ gemeinnütziger Organisation The Prince’s Trust gespendet wurden. Bei der deutschen Premiere am 12. Dezember im Kölner Stadtmuseum waren – wie auch bei den vorgenannten Premieren – Darsteller und Vertreter des Stabs anwesend. Offizieller Kinostart in Deutschland war der 19. Dezember 1996. In der ersten Woche nach dem Start zeigten 583 deutsche Kinos den Film; das waren etwa 300 weniger als beim im selben Jahr angelaufenen Blockbuster Independence Day. Kinostart in Österreich war der 20. Dezember 1996. In der Schweiz lief der Film je nach Quelle am 10. beziehungsweise 28. Januar 1997 an. Bis einschließlich August 1997 war der Film in mindestens 30 Ländern weltweit angelaufen.
Bei Produktionskosten von 45 Millionen US-Dollar – den bis dahin höchsten für einen Star-Trek-Film – spielte der Film weltweit etwa 150 Millionen US-Dollar ein. Mit dem daraus entstandenen Gewinn von über 100 Millionen US-Dollar war der Film ähnlich profitabel wie die bis dahin kommerziell erfolgreichsten Teile 1 und 4 der Star-Trek-Filmreihe. In den Kinos der Vereinigten Staaten spielte der Film etwa 92 Millionen US-Dollar ein – davon allein 30,7 Millionen am Startwochenende – und belegte in der Rangliste der höchsten Einspielergebnisse der 1996 gestarteten Kinofilme den 17. Rang. Der Film wurde in den Kinos Deutschlands von etwa 2,415 Millionen Menschen gesehen – damit erreichte er den 13. Rang der 1996 gestarteten, meistgesehenen Kinofilme – und spielte dabei etwa 19,1 Millionen US-Dollar ein. Hinsichtlich der Zuschauerzahl in Deutschland lag der Film nahezu gleichauf mit dem Vereinigten Königreich. In Österreich hatte der Film etwa 198.000 Kinobesucher, in der Schweiz circa 85.000.

### Soundtrack
Einen etwa 54 Minuten umfassenden und nicht in chronologischer Reihenfolge enthaltenen Teil des Soundtracks veröffentlichte das Label GNP Crescendo Records noch im Dezember 1996 zusammen mit einigen als Videofilme enthaltenen Interviews auf einer Enhanced CD. Diese war auf manchen Computern, darunter solchen mit System 7 (klassisches Mac OS) und Windows 95 (Windows 9x) als Betriebssystem, nicht korrekt abspielbar. Als ein möglicher Grund dafür, dass Crescendo zu der Zeit nicht den vollständigen Soundtrack veröffentlichte, wurden zu hohe Lizenzkosten genannt. In den Folgejahren gelangten einige Raubkopien des Soundtracks in Umlauf, die auch Stücke beinhalteten, die in der Crescendo-Erstveröffentlichung fehlten. 2012 veröffentlichte Crescendo eine vervollständigte, etwa 79 Minuten umfassende und nunmehr chronologisch aufsteigend sortierte Zusammenstellung des Soundtracks auf einer auf 10.000 Exemplare limitierten Doppel-Audio-CD. Darauf befinden sich 26 im Film enthaltene Stücke sowie drei Titel, bei denen es sich um alternative, nicht im Film enthaltene Versionen handelt. Der Soundtrack wurde zudem auf Musikkassetten und zum Herunterladen im MP3-Format vertrieben.

### Heimkino-Veröffentlichung und Fernsehausstrahlung
Im Rahmen der Heimkino-Veröffentlichung erschien der Film in verschiedenen Formaten – darunter Videokassette, Laser Disc, DVD und Blu-ray – und Ausgaben, das heißt allein oder zusammen mit anderen Star-Trek-Spielfilmen. Der weltweite Erlös aus dem Verleih des Films auf Videodatenträgern beträgt mindestens 115 Millionen US-Dollar. Am 11. September 1999 durch Sat.1 erstausgestrahlt, wurde der Film im deutschen Fernsehen seitdem mehrfach wiederholt.

## Kritik
| Positiv - Bild - Chicago Sun-Times - Filmdienst - Filmstarts - Frankfurter Rundschau - kino.de - Los Angeles Times - Oberösterreichische Nachrichten - ReelViews - San Francisco Chronicle - Variety Eher positiv - allmovie - Berliner Zeitung - Entertainment Weekly - SFX - TV Guide - Wired Gemischt - Cinefantastique Online - Empire - prisma - Stuttgarter Zeitung - The Washington Post Eher negativ - BBC - die tageszeitung - Salon.com Negativ - The New York Times Weitere Kritiken - Time Magazine |

Der erste Kontakt erhielt ein gutes Presseecho, was sich auch in den Auswertungen US-amerikanischer Aggregatoren widerspiegelt. So erfasst Rotten Tomatoes 93 % positive Besprechungen und ordnet den Film dementsprechend als „Zertifiziert Frisch“ ein. Metacritic ermittelt eine „Grundsätzlich Wohlwollende“ Durchschnittswertung von 70/100 Punkten.

### Drehbuch und Handlung
Manche Kritiker würdigten den Film im Vergleich mit Independence Day. Der Autor des Filmmagazins Cinefantastique online zum Beispiel schrieb, dass der Film, obwohl er die Assimilation der Erde nur ansatzweise zeigt, mindestens so effektiv wie die Konkurrenzproduktion sei. Der Kritiker der Oberösterreichischen Nachrichten gab sich zwar rundum zufrieden mit dem Film, grenzte ihn aber ausdrücklich nach oben hin ab von der künstlerischen Bedeutung von 2001: Odyssee im Weltraum und der schöpferischen Vielfalt der erstgedrehten Star-Wars-Trilogie. Der Film wurde überdies als reich an Action gelobt, so etwa durch die Kritiker von All Movie und der Stuttgarter Zeitung. Besonders die britischen Kritiker empfanden den Film aber als zu voll mit Action und in diesem Zusammenhang als zu wenig auf die Charakterisierung der Figuren konzentriert. Der Autor des Filmmagazins Empire zum Beispiel schrieb, dass das Drehbuch den Zuschauern, die die Fernsehserie nicht kennen, nicht genügend Zeit dafür lasse, sich um die Figuren zu sorgen, und bewertete den Film auch deshalb nur mit drei von fünf Sternen. Demgegenüber wurde das Drehbuch von anderen Kritikern wie zum Beispiel dem des US-Magazins Variety aber dafür gelobt, dass der Film nicht nur von Star-Trek-Anhängern, sondern auch von Personen verstanden werden könne, die keine enge Beziehung zu Star Trek hätten. Gelobt wurde das Drehbuch für seine Fülle an Details und die Drehbuchautoren damit einhergehend als einfallsreich. Dies gilt unter anderem für die Einbeziehung des Raumschiffs Defiant aus Deep Space Nine. Während manche Kritiker – darunter auch jener der Berliner Zeitung – das Drehbuch als humorvoll und reich an Pointen lobten, beanstandete zum Beispiel James Berardinelli die Humor-Szenen überwiegend als zu gezwungen und deplatziert wirkend; dazu gehöre auch Trois Betrunkenheit. Claudia Kern kritisierte in der deutschen Ausgabe des Science-Fiction-Magazins SFX, auch auf die Episode Ich bin Hugh anspielend, Picards Rachsucht als nicht völlig nachvollziehbar, da er diese überwunden zu haben schien.
In den Kritiken, die beim Kinostart des Filmes erschienen, wurde der Film mehrfach als zu den besten Star-Trek-Filmen gehörend gewürdigt. Berardinelli kam zu dem Schluss, dass der Film der unterhaltsamste der drei in den 1990er Jahren erschienenen Filme sei. Er stellte außerdem fest, dass der Film die Reihe kreativ wiederbelebt habe. Der Film erscheine, so die Kritikerin des Magazins Entertainment Weekly, völlig unabhängig von seinen Vorgängern mit schwungvoller, neuer Energie und einem schnittigen, souveränen Stil. Der Autor des US-Technologiemagazins Wired stellte anerkennend heraus, dass der Film die „müden“, für Star Trek typischen Allegorien auf den Kalten Krieg aufgefrischt habe. Als Schwäche des Films wurde vereinzelt angeführt, dass er sich auf zu viele vertraute Star-Trek-Elemente stütze. Prisma zum Beispiel verwies im Zusammenhang mit der Zeitreise-Geschichte auf die Ähnlichkeit zum vierten Star-Trek-Film.
Manche der deutschen Medien brachten im Rahmen ihrer Kritik an dem Film auch ihren Unmut über Star Trek im Allgemeinen zum Ausdruck. Die taz zum Beispiel bezeichnete die Enterprise als „ohnehin schon ewig umhergurkend[e]“.

### Inszenierung, Schauspiel und deutsche Synchronfassung
Die technische Umsetzung des Films wurde überwiegend gelobt. Darin sei er der bislang beste Star-Trek-Film, befand unter anderem Roger Ebert in der Chicago Sun-Times. Der Film profitiere von den neuesten Fortschritten bei den Spezialeffekten, etwa in der den Film eröffnenden Kamerafahrt. Die Filmbewertungsstelle Wiesbaden vergab dem Film das Prädikat „Wertvoll“ und hob in der Urteilsbegründung Bauten und Tricktechnik hervor, die besonders gelungen seien. Der Kritiker des Film-Dienstes lobte den Film als ein „technisch gelungenes und fotografisch brillantes Weltraumabenteuer“. Der Variety-Journalist hob Leonettis Kameraführung und Westmores Make-up als „durch die Bank ausgezeichnet“ hervor. Von vielen Kritikern gelobt wurde Jonathan Frakes als Regisseur; sie beurteilten seine Regie als kompetent und sicher. Sein Verdienst sei es, dass der visuelle Stil „überragend“ (Moviestar) und der Film zum „vielleicht stromlinienförmigsten“ Star-Trek-Film geworden sei (Berardinelli). Es sei ihm gelungen, in der parallel erzählten Geschichte Spannung und Klarheit zu bewahren, meinte der Autor von Variety. Die Kritikerin der britischen BBC beanstandete aber, dass Frakes die Spannung nie auf ein Niveau bringe, das ein Scheitern der Protagonisten vermuten lasse. Kaum Beachtung schenkten die Feuilleton-Kritiken der Filmmusik. Die US-Review-Seite Filmtracks.com beurteilte die Musik als konsistent und herausragend kohäsiv. Eine Handvoll fragwürdiger Merkmale außerhalb des Borg-Materials würde jedoch ihre Ambitionen begrenzen; das Titelthema etwa wirke deplatziert.
Unter den Leistungen der Schauspieler wurden vor allem die von Stewart und Krige hervorgehoben. Stewart, so Kern, spiele mit hoher Intensität und trage die Handlung „mühelos und vergnügt“. Martin Scholz bescheinigte Stewart in der Frankfurter Rundschau, „auch mit dem Laser-Gewehr in der Hand nicht zum Space-Rambo“ zu werden. Krige, meinte der Kritiker von Variety, habe die Borg-Königin mit „vorzüglich perverser Wollust“ gespielt. TV Guide hob lobend hervor: „Sie versprüht ordentlich synthetische Böswilligkeit unter einer Decke aus Make-up.“ Manche Kritiker lobten auch die Leistungen von Spiner und Woodard. Die Autorin der Washington Post war mit der Leistung der Schauspieler der Fernsehserie nicht ganz zufrieden, Frakes etwa wirke „oft lästig lächelnd und menschlich“.
Die Buchautoren Thomas Höhl und Mike Hillenbrand äußerten sich zufrieden mit der Besetzung der Synchronsprecher für die Gastdarsteller. Die deutsche, „besonders sanfte und erotische Stimme“ der Borg-Königin klinge beinahe besser als Alice Kriges Stimme. Darüber hinaus beanstandeten sie die deutsche Synchronfassung als etwas „lieblos“, was sich unter anderem daran zeige, dass „Vital system“ mit „vitales System“ statt mit „lebenswichtiges System“ übersetzt wurde und – wie auch in anderen Star-Trek-Filmen – „starfleet“ mit „Raumflotte“ statt mit „Sternenflotte“.

## Auszeichnungen und Nominierungen
Der Film wurde mindestens 17-mal für eine Auszeichnung nominiert und 4-mal prämiert. In dieser Hinsicht ist er, bezogen auf die ersten zehn Star-Trek-Filme, am ehesten mit dem ersten und vierten Teil vergleichbar. Bei der Oscarverleihung 1997 blieb der Film in der einzigen Kategorie Bestes Make-up, in der er nominiert worden war, ohne Preis. In zehn Kategorien für einen Saturn Award nominiert, wurden Brent Spiner als bester Nebendarsteller, Alice Krige als beste Nebendarstellerin und Deborah Everton für das beste Kostüm prämiert. Mit dem BMI Film & TV Award wurde Jerry Goldsmith als bester Komponist geehrt. Regisseur Frakes und das Drehbuchautorenteam wurden in der Kategorie Beste dramatische Präsentation für den renommierten Science-Fiction-Preis Hugo Award nominiert. Weitere Nominierungen gab es bei den Blockbuster Entertainment Awards für Patrick Stewart und Jonathan Frakes als Schauspieler, bei den NAACP Image Awards für Alfre Woodard und bei den Satellite Awards für John Knoll in der Kategorie Beste visuelle Effekte.

## Interpretation und Analyse

### Form und Stil
Der erste Kontakt wurde neben den für Star Trek typischen Filmgenres Science-Fiction, Space Opera, Action und Abenteuer auch dem Horror, den Geistergeschichten, den Märchen und der Schauerliteratur zugeordnet.
Als mögliche Inspirationsquellen für die Inszenierung studierte Frakes populäre Action- und Science-Fiction-Filme, darunter Alien – Das unheimliche Wesen aus einer fremden Welt, Aliens – Die Rückkehr, Unheimliche Begegnung der dritten Art, Blade Runner und Der weiße Hai. Diesbezüglich wurde Frakes mit den Worten zitiert: „Wenn schon Ideen stehlen, dann nur von den Besten.“

#### Dramaturgie
Der Film stellt eine Fortsetzung der Doppelfolge The Best of Both Worlds – deutsch In den Händen der Borg (Ende von Staffel 3) und Angriffsziel Erde (Anfang von Staffel 4) aus Das nächste Jahrhundert dar. Das wird bereits in der Eröffnungsszene deutlich, die in einem „Traum im Traum“ Picards Aufenthalt auf dem Borg-Raumschiff während seiner Assimilation zitiert. Während Picard als assimilierter „Locutus“ gezeigt wird, ist dieser Name, der ihm einst von den Borg vergeben worden war, von einer weiblichen Stimme aus dem Off zu hören. Dabei handelt es sich – wie der Zuschauer erst im weiteren Verlauf des Films erfährt – um die Stimme der Borg-Königin. Als er gegen Ende des Filmes der Borg-Königin gegenübertritt, werden einige Bilder der am Filmbeginn gezeigten Träume erneut gezeigt, zusammen mit Bildern, auf denen er gemeinsam mit der Borg-Königin zu sehen ist. Diese und andere, über den ganzen Film verteilte Sequenzen, in denen Picard mitunter auch Stimmen aus dem Borg-Kollektiv wahrnimmt, verdeutlichen seine durch seine Assimilation entstandene Verbindung zu den Borg.
Als ein Beispiel für die Beeinflussung durch Der weiße Hai nannte Frakes die von ihm als implizite Bedrohung charakterisierte Situation, in der den Crewmitgliedern im Maschinenraum noch nicht klar ist, dass der Temperaturanstieg auf der Enterprise durch die eingedrungenen Borg verursacht worden ist. Es wird gezeigt, wie zwei der Mannschaftsmitglieder bei der Suche nach der Ursache von den Borg angegriffen werden, ohne dass der Zuschauer die Borg zu sehen bekommt.
Der Film wird großteils in Parallelmontage erzählt; die Geschehnisse auf der Erde wechseln sich ab mit den im Maschinenraum und den im übrigen Teil des Raumschiffes stattfindenden.
Über den Film verteilt sind Szenen mit Humor. Sie dienen unter anderem dazu, nach gefährlichen Zwischenfällen die Spannung abzubauen und beim Zuschauer für Aufheiterung zu sorgen. Ein Beispiel dafür ist der von Dr. Crusher zwecks Zeitgewinn für ihre Flucht vor den Borg aktivierte, holografische Arzt, der den Borg-Drohnen eine schmerzstillende Salbe gegen etwaige, von den Implantaten hervorgerufene Hautreizungen anbietet. Die Aussage „Ich bin ein Doktor, kein Türstopper“ des Doktors stellt zudem eine Anspielung auf den Beginn der häufig von Dr. McCoy geäußerten Antwort dar, mit der er seinen Unmut über eine ihm übertragene, nichtmedizinische Aufgabe zum Ausdruck brachte. Sie ist damit ein Beispiel für die zahlreichen im Film enthaltenen Star-Trek-Insiderwitze.

#### Visueller Stil
Der Film wurde als „dicht visualisiert“ und als „optisch ausgefeilt“ charakterisiert. Seine Erzählgeschwindigkeit wurde mit der eines schnellen Videoclips verglichen, seine Schnittfolge als Stakkato-ähnlich charakterisiert. In zahlreichen Einstellungen ist die Kamera gegenüber dem Horizont der gefilmten Objekte und Figuren geneigt. In Szenen, in denen Crewmitglieder in den Korridoren der Enterprise-Decks unterwegs sind, folgen sie der fahrenden, meist in Decken- oder Bodennähe geführten Kamera. In Gesprächssituationen dominieren halbnahe Einstellungsgrößen. In den Szenen, in denen Mannschaftsmitglieder der Enterprise mit den Borg-Drohnen unmittelbar konfrontiert sind, nimmt die Kamera beziehungsweise der Zuschauer mittels Point-of-View-Einstellungen mitunter kurz die Perspektive der Drohnen ein, dabei wird deren Blickfeld stark verzerrt dargestellt.
Im Vergleich zur Darstellung in Das nächste Jahrhundert wurden die im Film gezeigten Borg im Hinblick auf ihr äußeres Erscheinungsbild sowohl von den Erschaffern des Films als auch von Kritikern als wesentlich bedrohlicher, furchterregender und abstoßender charakterisiert. Evertons Beitrag zur Gestaltung der Borg im Film bestand darin, die Assimilation von Körpern von innen nach außen erfolgen zu lassen. Bei deren Beginn injizieren die Borg ihrem Opfer durch einen Stich in den Hals Nanoroboter. Die sichtbare Haut des Körpers wird grau, unbehaart und transparent, die Venen werden sichtbar. Bezüglich dieser Darstellung der Assimilation wurden die Borg unter anderem mit Körperfressern, Zombies und Vampiren verglichen. In der mit Dämpfen, Rohren und schwacher Beleuchtung industriell wirkenden Umgebung, in die die Borg das Raumschiffsinnere nach ihrer Ankunft auf der Enterprise verwandeln, sah Dryden (2007) eine enge Beziehung zur Schauerliteratur. Andere Rezipienten charakterisierten die Optik der assimilierten Bereiche als düster und verglichen sie mit dem visuellen Stil der Alien-Filme. Leonettis Beleuchtung der Interieurs der Enterprise wurde von Frakes als ähnlich dem Stil von Das Boot beschrieben. Absicht des Kameramanns war es, die in den Korridoren der Enterprise spielenden Szenen klaustrophobisch wirken zu lassen.
Die Borg-Königin wird als ein Wesen inszeniert, deren Kopf und Wirbelsäule aus Metall bestehen und bei ihrem ersten, sichtbaren Auftritt in einen bereitstehenden, schwarzen Unterkörper mit ebenfalls schwarzen Beinen und Armen eingefügt werden. Der – oberhalb der Brusthöhe – unbedeckte Teil ihrer als „transluzent, feucht, grünlich-weiß amphibisch“ und alabastern charakterisierten Haut ist daran mit Metallklammern befestigt. In dieser Gestalt wurde die Borg-Königin von Dryden (2007) und Greven (2009) als phallisch charakterisiert. Für Greven repräsentiere sie die Frau als einen in seine Komponenten zerlegten Körper, von denen jede ein ähnlich phallisches Symbol darstelle. Die Borg-Königin sei zum sexuellen Wesen reduziert, ihre Macht werde als in ihrer Weiblichkeit liegend gezeigt, fand Consalvo (2004). Außerdem wurden die Borg-Königin und die Borg-Drohnen aufgrund ihrer äußeren Erscheinung mehrfach mit den Zenobiten aus den Hellraiser-Horrorfilmen verglichen.

#### Musik
Eines der für den Film komponierten Themen, das First Contact Theme, erklingt vollständig während der Eröffnungscredits. Es beinhaltet zu einem maßgeblichen Teil Waldhorn-Klänge und wird im weiteren Verlauf des Films mehrfach kurz angedeutet, ehe es beim ersten Kontakt der Vulkanier mit den Erdenbürgern erneut in voller Länge ertönt. Bei einem anderen, zentralen Thema handelt es sich um das Borg-Thema, das vor allem durch mechanische Töne geprägt ist. Seine Instrumentierung ähnelt der Blaster-Beam-Instrumentierung aus dem ersten Star-Trek-Film. Ein anderes Thema ist das Quest Theme, das auch von Synthesizer-Klängen bestimmt wird und das Jerry Goldsmith aus dem fünften Star-Trek-Film entlehnte. Aus diesem und dem ersten Film adaptierte er zudem das Klingonenthema, das der Repräsentation Worfs dient und unter anderem beim Erscheinen der von Worf kommandierten Defiant zu hören ist. Das längste im Film enthaltene Musikstück heißt The Dish und erklingt während des Einsatzes von Picard, Worf und Hawk rund um die Deflektorschüssel. Als die Enterprise zum Filmbeginn aus dem Nebel hervortritt, ist eine Variation des Star-Trek-Marsches zu hören. Die einst von Alexander Courage komponierte Star Trek Fanfare wird im Abspann gespielt, in dem zudem die wesentlichen Stücke der während der Handlung erklungenen Musik wiederholt werden.
Bei der Musik, die Picard am Beginn des Filmes in seinem Bereitschaftsraum hört, handelt es sich um Hector Berlioz’ Oper Les Troyens von 1856. Als Picard und Sloane im Holodeck tanzen erklingt das von Jimmy Van Heusen und Johnny Burke für Der Weg nach Marokko 1942 komponierte Stück Moonlight Becomes You, das von Julie Morgan als Nachtclubsängerin vorgetragen wird. Bevor die Phoenix von der Erdoberfläche startet, unterbricht Cochrane beinahe den Countdown, weil er etwas vergessen habe ohne das nicht gestartet werden könne. Er durchsucht seine Taschen, holt einen Tonträger hervor und spielt das Lied Magic Carpet Ride der Band Steppenwolf von 1968, allerdings ohne das einleitende E-Gitarren-Feedback. Die am Filmende bei der Begegnung mit den Außerirdischen von Cochrane in der Jukebox gewählte Musik ist Ooby Dooby, die Debüt-Single von Roy Orbison aus dem Jahr 1956.

### Themen

#### Filmszenario, erster Kontakt
Die den Filmtitel gebende Szene ist die Landung des vulkanischen Raumschiffes auf der Erde. Auch andere Elemente des Films stellen einen ersten Kontakt dar. Für die Crew der Enterprise ist es ihr erster Kontakt mit Zefram Cochrane. Für Data ist der Moment, in dem ihm die Borg-Königin auf das neu transplantierte Stück Haut bläst und ihn somit zu seinem ersten, auf diesem Wege wahrgenommenen Gefühl verhilft, ein erster Kontakt.
Kritiker verglichen das Filmszenario mit dem anderer Werke der Science-Fiction. Neben Alien wurde dabei vor allem Terminator genannt. Der Kritiker der Washington Post äußerte sich überzeugt davon, dass der Plan der Borg, zur Abwendung eines wichtigen historischen Ereignisses die Erde des 21. Jahrhunderts zu assimilieren, klar durch diesen Film beeinflusst sei. Auch mit Blick auf den sich um Cochrane drehenden Handlungsstrang wurde Der erste Kontakt als ähnlich zu dem Film Der Stoff, aus dem die Helden sind charakterisiert.
In Publikationen, die im Rahmen der Veröffentlichung des Films erschienen, stellten ihn seine Erschaffer – wie auch bei den anderen Star-Trek-Produktionen üblich – in die Tradition der einst von Gene Roddenberry beabsichtigten, Star-Trek-typischen Utopie. Braga zum Beispiel sagte, dass es die Absicht der Drehbuchautoren gewesen sei „zu verdeutlichen, dass sich in unserer Gesellschaft niemand Gedanken über die eigene Verantwortung und vor allem die Verantwortung der Welt gegenüber macht.“ Mit der Zeitreise zeige der Film die Selbstlosigkeit der Raumschiffsbesatzung und ihre Bereitschaft, ihr Leben zu riskieren, „um denen zu helfen, die nicht in der Lage sind, über ihre eigenen Probleme hinauszuwachsen.“ Manche Kritiker, zum Beispiel der von der Los Angeles Times, waren ebenfalls davon überzeugt, dass der Film innerhalb Roddenberrys idealistischer Vorstellungen anzusiedeln sei.
Die Figur Lily Sloane diente den Drehbuchautoren zum Erforschen der Unterschiede zwischen einer Person aus dem 24. Jahrhundert und einer aus dem 21. Jahrhundert. Hinsichtlich der in das 24. Jahrhundert einführenden Funktion, die die Figur Lily innehat, kann der Film auch als eine Einführung des Zuschauers in die technologische und soziale Utopie von Star Trek charakterisiert werden.

#### Rache, Hass und Verschiedenartigkeit
Absicht der Drehbuchautoren – vor allem Rick Bermans – war es, Picard in dem Film zu einem Action-Helden zu machen, ihn als eine starke, harte Figur darzustellen und ihn somit von der grüblerischen, melancholischen und von Ängsten erfüllten Person zu distanzieren, die er noch im Vorgängerfilm war. Auch zu dem Zweck konzipierten sie den Film nach dem Muster von Herman Melvilles Moby-Dick und Picard als Ahab-ähnlichen Antihelden. Ebenso, wie Kapitän Ahab aus Rachsucht für den Verlust seines Beines den weißen Pottwal um jeden Preis zu vernichten beabsichtigt, ist es Picards Motiv, die Borg aus Rache für das Leid zu töten, das diese ihm durch die Assimilation einst zufügten, und dafür auch den Verlust der Enterprise und ihrer Besatzung in Kauf zu nehmen. Bei Picards erlittenem Schmerz handelt es sich, seiner Aussage entsprechend, um den Verlust seiner Individualität. Entsprechend der Deutung der Buchautoren Michèle und Duncan Barrett (2001) werden die Borg, ebenso wie der Wal im Roman, als Naturgewalt präsentiert und als etwas Übernatürliches, das nur der Captain wirklich versteht. Nach Der Zorn des Khan war Moby-Dick damit erneut eine wichtige Inspirationsquelle für einen Star-Trek-Film. Durch die Neucharakterisierung Picards im Vergleich zum Vorgängerfilm wandelte sich sein Charakter auch im Vergleich zur Fernsehserie, in der sein Handeln überwiegend von Vernunft und Humanismus bestimmt war.
Bezogen auf die Star-Trek-Fernsehserien und -Filme im Allgemeinen und damit auf die Utopie des Star-Trek-Universums können die Wertvorstellungen der Föderation als liberal verstanden werden, unter anderem mit Blick auf die Toleranz anderen Spezies gegenüber, die sich in Form der – vor allem in Das nächste Jahrhundert zum Tragen kommenden – obersten Direktive ausdrückt. Das Verhalten der Föderationsmitglieder in Der erste Kontakt wurde aber als Widerspruch zu Werten wie etwa Toleranz gedeutet. So legt keines der Crew-Mitglieder Einspruch gegen Picards Anweisung ein, bereits assimilierte Kollegen ohne Zögern zu töten. Davon, meinte der Literaturwissenschaftler Robert Tindol, gehe die Botschaft aus, dass der einzig gute Borg ein toter Borg ist. Der Film lasse jeden möglichen Vorteil außer Acht, der sich aus einer Begegnung mit Außerirdischen wie den Borg ergeben könne. Außerdem lasse er mögliche Alternativen – wie etwa die Rehabilitation von Borg-Drohnen – zu dem Vorgehen, die Borg zu deren Besiegung unbedingt zu töten, unberücksichtigt.
Als beispielhaft für den fortschrittlichen Charakter Star Treks können auch Picards Äußerungen gegenüber Sloane gelten, in denen er sie unter anderem darüber informiert, dass es in seinem, dem 24. Jahrhundert, kein Geld mehr gibt, weil die Menschen nicht mehr nach Reichtum streben, sondern stattdessen an der Verbesserung ihrer selbst arbeiten. Zu den Äußerungen gehört außerdem Picards Ankündigung gegenüber der Frau, dass er die Borg nicht aus Rache zu töten beabsichtigt, weil diese in seinem Jahrhundert keine Motivation mehr darstelle. Im weiteren Verlauf des Films bringt Sloane Picard aber dazu, seine Rachegelüste zuzugeben und damit seiner anfänglichen Aussage zu widersprechen. Sloanes Vorwurf gegenüber Picard, sich rachsüchtig zu verhalten, erwidert dieser auch damit, dass die Gesellschaft seines Jahrhunderts eine weiter entwickelte Sensibilität besitze. Der Kunstwissenschaftler Nicholas Mirzoeff interpretierte Picards Antwort vor allem weil Sloane eine Afroamerikanerin ist, als sozialdarwinistisch. Anschließend weigert sich Picard zunächst weiter, das Raumschiff zu zerstören. Dann macht Sloane Picard auf die Geschichte von Ahab aufmerksam, wodurch Picard zu der Überzeugung gelangt, die Selbstzerstörungssequenz einzuleiten. Von manchen Rezipienten wurde diese Handlungswendung als rassistisch verstanden. Der Buchautor David Greven zum Beispiel deutete Sloane als die schwarze Frau, die weiße, männliche Macht ermöglicht, welche hier in Form von Picards Ankündigung deutlich wird, die Borg für ihre Taten bezahlen zu lassen. Der Rechtswissenschaftler Kenneth Anderson begriff Picards Eingeständnis, Racheabsichten zu hegen, als eine Standardszene vom Amerika des späten 20. Jahrhunderts, weil in ihr eine schwarze Frau einen weißen Mann dazu bringt zuzugeben, dass die Freude am Töten und die tiefe Verbundenheit mit Waffen ein Teil seines Inneren sei.
Anderson gab sich überzeugt, dass die Borg nicht „absolut böse“ seien in dem Sinne, dass man sie – wie die Nationalsozialisten für deren Verrat an der Menschheit – für ihre selbstgewählte Unmenschlichkeit hassen könne, sondern dass sie „absolut bedrohlich“ im Hinblick auf ihre Andersartigkeit seien, die aber für sich genommen nicht als Makel anzusehen sei. Der Hass, den Sloane in Picard weckt, lasse die Borg jedoch als „absolut böse“ erscheinen; die Borg hätten ihre Menschlichkeit nicht verraten. Anderson diente dieses Problem in der britischen Literaturzeitschrift Times Literary Supplement als Ansatzpunkt für Betrachtungen zu den Themen Multikulturalismus und Kulturrelativismus, den er, bezogen auf Amerika, als endend zu erkennen glaubte.
Auch auf die Fernsehserien bezogen, in denen die Borg eine Rolle spielen, ist das Wertesystem der Borg deutlich gegensätzlich zu dem der Föderation. Zum Beispiel lassen sich die Borg mit ihrem kollektiven Bewusstsein, auf dessen Basis ihre Drohnen als „prinzipiell gleichgeschaltete, funktional spezialisierte Agenten“ handeln, als sozialistisch begreifen. Mit der gerade in Der erste Kontakt ausgedrückten Angst vor der Assimilation, so die Essay-Autorin Wertheim, impliziere das Vorgehen der Föderation gegen die Borg, dass man – in der Vorstellung westlicher Zuschauer – kein Teil eines Ganzen oder Größeren, sondern nur etwas Ganzes in sich selbst sein könne und dass die eigene Wichtigkeit oberste Priorität habe. Diese Vorstellung lege nahe, dass per se Gesellschaft abzulehnen und Individualität zu bevorzugen sei. Insofern seien die Borg die „westliche Fantasie“ von Kommunismus, Sozialismus und allen asiatischen Kulturen, vor allem Muslimen. Tindol meinte, dass die Borg, mehr noch als eine „metaphorische Wiederholung von kommunistischer Bedrohung“, die uralte amerikanische Angst von Amerikanern davor widerspiegelten, von anderen gefangen genommen zu werden: Picards Geschichte von seiner Gefangenschaft bei den Borg ähnele der von Mary Rowlandson; die Borg manifestierten das literarische Genre captivity narrative.
Ein weiteres Beispiel für das Thema Verschiedenartigkeit im Film ist eine Kontroverse zwischen Data und der Borg-Königin. Nachdem die Königin gegenüber Data erklärt hat, dass sich die Borg hin zu einem Zustand der Perfektion zu entwickeln beabsichtigen, entgegnet Data, dass die Borg erobern, statt sich weiterzuentwickeln. Mirzoeff verstand dies als Auseinandersetzung um den höheren evolutionären Status; mit Datas Antwort würden die Borg mit menschlichen Imperialisten verglichen. Das Vorgehen der Föderation bei der Erforschung des Weltraums deutete der Buchautor als Neokolonialismus – ein Vergleich, der sich in eine Reihe von ähnlichen, auf die anderen Star-Trek-Produktionen bezogenen Deutungen einordnen lässt.

#### Einführung der Borg-Königin
Durch die Einführung einer Borg-Königin, deren Rolle als mütterlich verstanden werden kann, werden die Borg als Lebensform mit sozialen Beziehungen dargestellt. Diese Neuerung interpretierte Wulff (2003) als eine Strukturvereinfachung, mit der die Borg im Film in den „Erklärungsraum klassischen Hollywood-Denkens“ zurückgeholt würden. Durch das Vorhandensein der Königin können die Borg als geistig entmündigt verstanden werden. Da gleichgeschaltete, seelenlose Soldaten einer befehlstragenden Führerin folgten, deutete Höltgen (2010) die Borg-Gesellschaft als eine faschistische. Auch wegen des Vorhandenseins einer Königin ähnelt die Organisationsform der Borg der von staatenbildenden Insekten, beispielsweise von Bienen. Überdies kann das Herrschaftssystem der Borg, bedingt durch die Königin, als monistisch und als aristokratisch gedeutet werden.

#### Menschlichkeit, Verführung und Sexualität
Mit Datas Wunsch, menschlicher zu werden, behandelt der Film ein in Das nächste Jahrhundert und Treffen der Generationen wiederkehrendes Thema.
Da Data als Androide von den Borg nicht mit herkömmlichen Mitteln assimiliert werden kann, versucht die Borg-Königin, ihn mit verführerischen Mitteln dazu zu bewegen, ihr zu dienen. Ihr Vorgehen kann als sexuelle Entdeckung Datas und als ähnlich zu dem einer Domina verstanden werden. Manche Rezipienten interpretierten es zudem als eine S/M-Behandlung und die Borg-Königin in dem Zusammenhang auch als eine Femme fatale. Zum Vorgehen der Borg-Königin gehört auch das Blasen auf die transplantierte Hautpartie. Datas Reaktion auf seine Wahrnehmung des dadurch entstandenen Gänsehaut-Gefühls wurde von mehreren Kritikern als Orgasmus gedeutet. Im Gegensatz zur Assimilation humanoider Körper, deren Menschlichkeit und Individualität die Borg entfernen, verläuft der Umwandlungsprozess bei Data in umgekehrter Richtung. Dadurch wird er ebenfalls zu einem Cyborg. Wegen der diesbezüglichen, rassischen Gleichheit zwischen Data und der Borg-Königin verstand Mirzoeff deren gemeinsame Beziehung als eine homosexuelle.
In Bezug auf seine Rolle in der Fernsehserie wurde Data mit den Eigenschaften eines Kindes assoziiert und damit als jemand, dem es erlaubt ist, aus seinen Fehlern zu lernen. Mit dieser kindlichen Funktion charakterisierte ihn etwa Melinda Snodgrass, Drehbuchautorin einiger Episoden. Zudem wurde er als Pinocchio-ähnlich rezipiert. Vor diesem Hintergrund, und mit der Begründung, dass Data der sexuellen Gewalt der Borg-Königin im Film mit kindsähnlicher Hilflosigkeit ausgeliefert ist, deutete Greven das Interesse der Borg-Königin an Data als Pädophilie.
Als Picard der Borg-Königin im Maschinenraum gegenübertritt, erinnert er sich, dass die Borg-Königin ihn einst zu sich geholt hatte, um ihr ein Gleichgestellter zu sein. Zum Beispiel, weil sie sein Gesicht in dieser Szene liebkost, lässt sich daraus der Schluss ziehen, dass die Borg-Königin sexuelle Avancen auf Picard hat. Weil die Borg-Königin in dieser Beziehung den aktiven Teil einnimmt und Picard in eine passive Rolle rückt, kann die Borg-Königin als eine Prostituierte verstanden werden.
Der Film enthält keine Begründung für Datas am Filmende offenbar werdende Entscheidung, seine durch die Borg gewonnene Menschlichkeit aufzugeben. Diesen Umstand auch negativ kritisierend, deutete es Wertheim als wahrscheinlichen Grund, dass Data, hätte er die menschlichen Elemente behalten, durch das Erleben von Emotionen über die humanoiden Individuen erhoben würde, die er konstruktionsbedingt jedoch beschützen müsse und deren Wünschen er sich stets unterzuordnen habe. Damit sei Data wie ein Sklave auf einen lebendigen Toten reduziert, weil er seine Gefühle, seine Empfindungen, sein ganzes Leben aufgeben müsse, obwohl das seinem inneren Verlangen widerspreche.
Der Film wurde mit Blick auf die sich um Picard, Data und die Borg-Königin drehende Handlung auch im Kontext Freud’scher Theorien rezipiert. Greven zum Beispiel interpretierte sie in seinem Buch Gender and Sexuality in Star Trek als eine reißerische, idealisierte und sentimentalisierte Variante der männlichen Version des Ödipuskonfliktes. Dabei betrachtete er Data als den von der Mutter – hier der Borg-Königin – bestraften Sohn, der den Ödipus-Konflikt löse, indem er sich mit dem Vater – Picard – identifiziere und dessen Zorn verinnerliche. Der Vater sei, weil er die Mutter vernichte, der Retter des Sohnes. Greven folgerte, dass der „tief ödipale“ Film die Sexualität der Mutter so sehr ablehne, dass er den Gedanken an die Frau als sexuelles Objekt gänzlich vernichte. Die Aussagen Datas („Einem Teil von mir tut es leid, dass sie tot ist.“) und Picards („Sie war einmalig.“) seien ein „Klagelied“ auf die Frau und auf sexuelle Verschiedenheit. In dieser Hinsicht sei der Film so bestimmt darin, ödipale Bünde unter Männern wiederherzustellen, dass er Gefahr laufe, diese Bünde als die einzig vorstellbaren darzustellen. Buchrezensentin Gunnels (2011) urteilte, dass sich Grevens Analysen in dem Buch beinahe ausschließlich auf eine „reduzierende und altmodische Lesart“ von Freud verließen.
In ihrem Vergleich des Filmes mit Henry Rider Haggards 1887 erstveröffentlichtem Bestseller-Roman Sie, der zum Genre Schauerliteratur (Englisch auch: Gothic Fiction) zählt, glaubte Dryden (2007) zahlreiche, deutliche Parallelen zu erkennen nicht nur bezogen auf die visuelle Darstellung, sondern auch auf die Handlung. Besonders hinsichtlich der Konzeption der Borg-Königin, von Dryden als das „female gothic monster“ interpretiert, sei der Film durch Sie, aber auch andere Romane des Genres beeinflusst. Sowohl Ayesha, die Hauptfigur in dem Roman, als auch die Borg-Königin strebten, so Dryden, nach Herrschaft und Unterjochung von Welten und Rassen. Die Sexualität beider Frauen stelle für die männliche Integrität und deren homosoziale Welt eine Gefahr dar; die Frau gefährde den Bund zwischen Vater und Sohn – bezogen auf den Film sind Picard und Data gemeint – und nur die Vernichtung der Frau könne die „‚natürliche‘ Ordnung der patriarchalen Welt“ wiederherstellen.

#### Heldentum
In der Raumschiff-Enterprise-Episode Metamorphose war Zefram Cochrane noch ein uneigennütziger Wissenschaftler voller Ideale. In Der erste Kontakt ist er dagegen ein geldgieriger, eigennütziger Alkoholiker. Im Gegensatz zu Picard zeigt Cochrane im Film noch Interesse an Habgier, Fleischeslust und anderen Lastern der Gegenwart. Damit, so Rahayel (1996), repräsentiere er genau die Einstellung, „die zu überwinden ist, um den multikulturellen Kosmos schaffen zu können, den die Föderation darstellt“. Im Bewusstsein der Enterprise-Mannschaft ist er – entsprechend der von Frakes geäußerten Vorstellung – ein brillanter Wissenschaftler, ein gefeierter Held, eine Legende mit beispiellosem Ruhm, weil die Menschheit durch seine Leistung den Weltraum erkunden konnte. Mit diesen Eigenschaften kann Cochrane mit Chuck Yeager verglichen werden, dem ersten Menschen, der die Schallmauer durchbrach. Andererseits jedoch möchte Cochrane keine Legende sein und reagiert – mit den Worten Cromwells – „verängstigt, verwirrt, verblüfft und verstört“ und widerlegt damit die Erwartungen, die die Crew an ihn hat. Damit ist er ein widerwilliger Held.

## Adaptionen und Einflüsse

### Merchandising-Artikel
Im Rahmen des Merchandisings wurde eine Vielzahl an Lizenzprodukten vertrieben (Siehe auch: Star Trek).
Wie auch die anderen Star-Trek-Filme wurde Der erste Kontakt als Roman veröffentlicht. Verfasst von J. M. Dillard, erschien er 1996 auf Englisch im Verlag Pocket Books, unter anderem als Hardcover-, Softcover-, Hörbuch- und Kindle-Ausgabe. Eine von Andreas Brandhorst geschriebene, deutsche Übersetzung veröffentlichte der Heyne Verlag 1996 als Nummer 57 innerhalb der Romanreihe The Next Generation. Pocket Books veröffentlichte 1996 zudem einen von John Vornholt verfassten Jugendroman zum Film sowie 2007 und 2008 die 6-teilige, von verschiedenen Autoren verfasste Romanreihe Slings and Arrows, in der es um die Enterprise-E zwischen ihrer Indienststellung und dem Beginn der Filmhandlung geht. Beim US-Verlag Marvel Comics erschien 1996 auch ein Comic zum Film.
Der Publisher MicroProse begann damit, ein offizielles Computerspiel zu dem Film zu entwickeln. Das 1998 wegen finanzieller Schwierigkeiten an Hasbro verkaufte Unternehmen stellte die Entwicklung jedoch im selben Jahr wieder ein, ohne dass das Spiel veröffentlicht wurde. Zwar existiert unter dem Titel Star Trek – First Contact ein Computerspiel; es basiert jedoch auf Raumschiff Enterprise und erschien bereits 1988.

### Einsatz für Bildungszwecke
Der Film diente im Rahmen öffentlicher Veranstaltungen an Hochschulen zum Anlass für Diskussionen über Zeitreisen und andere wissenschaftlich-technologische Aspekte. Zu den Hochschulen gehören die Universität zu Lübeck, die New Yorker Columbia-Universität und die Universität von Toronto. Als Teilnehmer an der Veranstaltung an der letztgenannten Hochschule war auch der Physiker und Bestseller-Autor Lawrence Krauss angekündigt. Überdies diente der Film als Grundlage für Lehrmaterial im Hinblick auf die Entwicklung des Science-Fiction-Genres, auf die Vermarktung von Filmen und auf andere Aspekte der Filmbildung. Entsprechendes Material empfiehlt zum Beispiel die Website kinofenster.de, die von der Bundeszentrale für politische Bildung mitherausgegeben wird.

### Nachfolgefilme
Auf den Film folgend, entstanden zwei weitere Star-Trek-Kinofilme mit der Raumschiffsbesatzung aus Das nächste Jahrhundert im Mittelpunkt: Der Aufstand und Nemesis, 1998 beziehungsweise 2002 erschienen. Mehrere Publikationen, die vor allem zur Zeit der Erstveröffentlichung von Der erste Kontakt vertrieben wurden, gaben – oft Rick Berman zitierend – an, dass der Kassenerfolg von Der erste Kontakt entscheidend dafür sei, ob ein weiterer Star-Trek-Film produziert wird. Die Aussage des Produktionsdesigners Herman F. Zimmerman, mit der er bereits in der Dezember-Ausgabe der Cinefantastique 1996 zitiert wurde, lässt allerdings auch den Schluss zu, dass sich Paramount für die Produktion zweier Nachfolgefilme bereits zur Entstehungszeit von Der erste Kontakt entschieden hatte: „Wir haben von Paramount eine Vereinbarung über drei Filme und ich denke, dass wir diese Brücke in mindestens zwei weiteren Filmen sehen werden. Die Enterprise wird überleben.“
Der Aufstand wurde erneut mit Frakes als Regisseur und Leonetti als Kameramann gedreht. Da Drehbuchautor Michael Piller und Patrick Stewart Der erste Kontakt als zu düster für einen Star-Trek-Film beurteilten, verfolgten sie die Absicht, Der Aufstand mit einer helleren, freundlicheren Atmosphäre zu gestalten. Stewart setzte sich zudem mit seinem Wunsch durch, dass Picard erneut als ein Action-Held gezeigt wird. Die beiden Folgefilme konnten hinsichtlich der weltweiten und der US-Einspielergebnisse bei weitem nicht an den Erfolg von Der erste Kontakt anknüpfen: Trotz gegenüber dem jeweiligen Vorgängerfilm deutlich gestiegener Produktionskosten fielen die weltweiten Einnahmen aus den Kinovorführungen auf 112 beziehungsweise 67 Millionen US-$. Der Aufstand konnte allerdings in Deutschland das Einspielergebnis des Vorgängerfilms leicht übertreffen. Nemesis wurde, obwohl in manchen Kritiken durchaus gelobt, zum kommerziell erfolglosesten Star-Trek-Film und zu einer finanziell großen Enttäuschung für Paramount, welche zur vorläufigen Einstellung der Star-Trek-Filmreihe führte und das Ende der Leinwandadaptionen der Picard-Mannschaft darstellte.

### Fernsehserien
Aus dem Star-Trek-Universum bekannte Geräte, die für den Film neu gestaltet worden waren, wie etwa Phaser, kamen fortan auch in den Fernsehserien Deep Space Nine und Raumschiff Voyager zum Einsatz. In Deep Space Nine wurden die Uniformen aus dem Film unmittelbar nach dessen Veröffentlichung eingeführt. In Raumschiff Voyager wurden die Borg zu einem der bedeutendsten Handlungselemente. Erstmals in der Serie traten sie beginnend mit der knapp drei Monate nach Erscheinen des Films erstausgestrahlten Episode Die Kooperative auf. Im selben Jahr, 1997, ersetzte man die Hauptfigur Kes mit der einst von den Borg assimilierten, menschlichen Frau Seven of Nine, deren Beziehung zu den Borg ein wesentliches Thema wurde. Dieses umfasste auch ihr Verhältnis zu einer Borg-Königin, die in sechs Episoden auftrat. Eine Erklärung dafür, ob es sich bei dieser Borg-Königin um dieselbe handelt, die im Film vernichtet wurde, gab die Serie nicht. Die Borg-Königin wurde in den beiden Doppelepisoden Das ungewisse Dunkel und Unimatrix Zero durch Susanna Thompson gespielt, ehe Alice Krige die Figur in der finalen Doppelepisode Endspiel verkörperte. Auch die für die Darstellung im Film erneuerte, visuelle Darstellung der Borg adaptierte man für die Fernsehserie. Zumindest für Skorpion, Teil 1 verwendete man visuelle Effekte sowie Matte Paintings aus dem Film wieder.
Im Pilotfilm Aufbruch ins Unbekannte der etwa 90 Jahre nach dem ersten Kontakt spielenden Prequel-Serie Star Trek: Enterprise nahm James Cromwell die Rolle des Cochrane für einen Cameo-Auftritt wieder auf. In den Vorspann der Serie integrierte man Aufnahmen des Raumschiffs Phoenix. Vier Episoden handeln von anderen Formen des ersten Kontakts zwischen Menschen und Außerirdischen: Carbon Creek erzählt von dem durch ihre Notlandung verursachten Aufenthalt einiger Vulkanier auf der Erde der 1950er Jahre, bei dem sie ihre Spezieszugehörigkeit allerdings geheim halten und dadurch von den Menschen unentdeckt bleiben; in Regeneration assimilieren Überlebende der im Film durch die Enterprise zerstörten Borg-Sphäre, die durch Mitglieder eines Forschungsteams wieder zum Leben erweckt wurden, dieses Team und nehmen schließlich Kontakt mit den zu dieser Zeit noch im Delta-Quadranten befindlichen Borg auf. In der Doppelepisode Die dunkle Seite des Spiegels, die in einem Paralleluniversum spielt, werden die Vulkanier kurz nach ihrer Landung auf der Erde durch Cochrane und dessen Anhänger getötet und die weitere Geschichte der Menschheit nimmt einen abweichenden, aggressiveren Verlauf. Die erste Hälfte dieses Zweiteilers beginnt mit der am Filmende gezeigten Landung des vulkanischen Raumschiffs.